# Polk County (Florida)
Polk County is een county in de Amerikaanse staat Florida.
De county heeft een landoppervlakte van 4.855 km² en telt 483.924 inwoners (volkstelling 2000). De hoofdplaats is Bartow.

## Bevolkingsontwikkeling

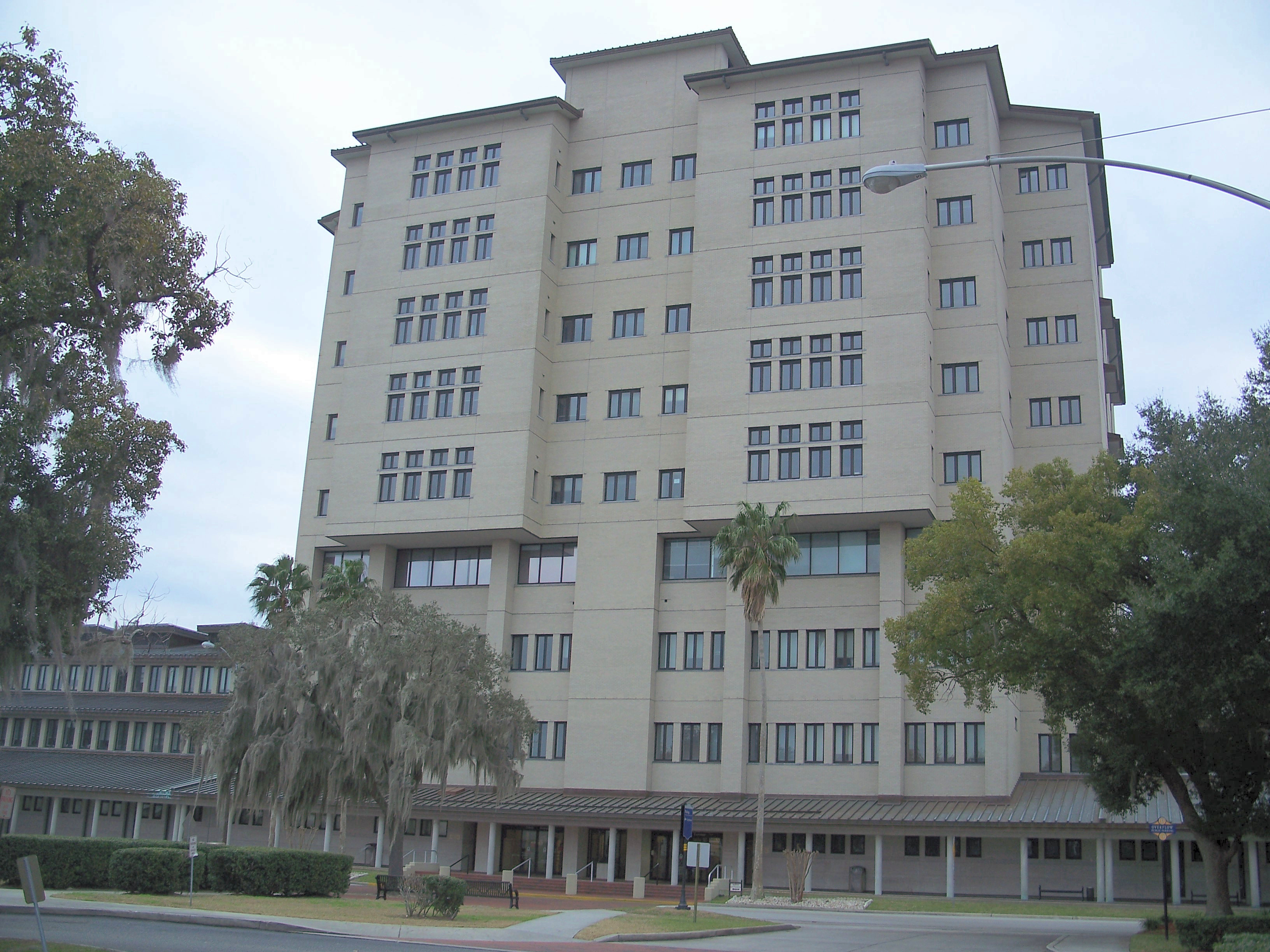
Polk County Courthouse